# ای جی باکلی
ای جی باکلی (انگلیسی: A. J. Buckley؛ زادهٔ ۹ فوریهٔ ۱۹۷۸) یک هنرپیشه اهل ایالات متحده آمریکا است.
او در فیلم‌های خانه شیرین جهنمی، در دستان دشمن و هشدارهای خاموش نیز بازی کرده‌است.